# Worya-myeon
Worya-myeon (koreanska: 월야면) är en socken i Sydkorea. Den ligger i kommunen Hampyeong-gun i provinsen Södra Jeolla, i den sydvästra delen av landet, 270 km söder om huvudstaden Seoul.